# 최민호 (작가)
최민호는 대한민국의 텔레비전 드라마 작가이다. 

## 드라마
- 2024년 tvN 주말 미니시리즈 《감사합니다》 ... 집필